# Ferenc Kósa
Pour les articles homonymes, voir Kósa.
Dans le nom hongrois Kósa Ferenc, le nom de famille précède le prénom, mais cet article utilise l’ordre habituel en français Ferenc Kósa, où le prénom précède le nom.
Ferenc Kósa, né le 21 novembre 1937 à Nyíregyháza (Hongrie) et mort le 12 décembre 2018 à Budapest (Hongrie), est un réalisateur et scénariste hongrois.

## Biographie
Ferenc Kósa est diplômé de l'École supérieure d'art dramatique et cinématographique (Színház- és Filmművészeti Főiskola) de Budapest en 1962.

## Filmographie

### Comme réalisateur
- 1961 : Etüd egy hétköznapról
- 1962 : Jegyzetek egy történethez
- 1962 : Fény
- 1967 : Öngyilkosság
- 1967 : Les Dix mille soleils (Tízezer nap)
- 1970 : Ítélet
- 1973 : Nincs idő
- 1974 : Hószakadás
- 1977 : Küldetés
- 1980 : A mérközés
- 1982 : Guernica
- 1986 : Utolsó szó jogán, Az
- 1987 : A másik ember

### Comme scénariste
- 1962 : Jegyzetek egy történethez
- 1967 : Les Dix mille soleils (Tízezer nap)
- 1969 : La Pierre lancée
- 1970 : Ítélet
- 1973 : Nincs idő
- 1974 : Hószakadás
- 1982 : Guernica
- 1987 : A másik ember